# Nenya
Nenya är ett fiktivt föremål i J.R.R Tolkiens värld Midgård, nämligen en av de tre mäktiga alvringarna. Nenya är vattnets ring och bärs av Galadriel, som fick den direkt från dess skapare Celebrimbor.